# 제3천년기
제3천년기(第三千年期, 3rd millennium)는 그레고리력으로 2001년 1월 1일부터 3000년 12월 31일까지를 뜻한다. 이는 세 번째 시기의 천년기이라는 뜻이다.

## 세기 및 연도
- 21세기: 2000년대 2010년대 2020년대 2030년대 2040년대 2050년대 2060년대 2070년대 2080년대 2090년대 2100년대
- 22세기: 2100년대 2110년대 2120년대 2130년대 2140년대 2150년대 2160년대 2170년대 2180년대 2190년대 2200년대
- 23세기: 2200년대 2210년대 2220년대 2230년대 2240년대 2250년대 2260년대 2270년대 2280년대 2290년대 2300년대
- 24세기: 2300년대 2310년대 2320년대 2330년대 2340년대 2350년대 2360년대 2370년대 2380년대 2390년대 2400년대
- 25세기: 2400년대 2410년대 2420년대 2430년대 2440년대 2450년대 2460년대 2470년대 2480년대 2490년대 2500년대
- 26세기: 2500년대 2510년대 2520년대 2530년대 2540년대 2550년대 2560년대 2570년대 2580년대 2590년대 2600년대
- 27세기: 2600년대 2610년대 2620년대 2630년대 2640년대 2650년대 2660년대 2670년대 2680년대 2690년대 2700년대
- 28세기: 2700년대 2710년대 2720년대 2730년대 2740년대 2750년대 2760년대 2770년대 2780년대 2790년대 2800년대
- 29세기: 2800년대 2810년대 2820년대 2830년대 2840년대 2850년대 2860년대 2870년대 2880년대 2890년대 2900년대
- 30세기: 2900년대 2910년대 2920년대 2930년대 2940년대 2950년대 2960년대 2970년대 2980년대 2990년대 3000년대

## 주요 사건

### 과학기술
- 2002년
  - 5월 27일 - 오디세이 호, 화성에서 거대한 얼음저수지 발견.
  - 5월 28일 - 대한민국, 항공시험장 준공.
  - 5월 30일 - 이스라엘, 첩보위성 발사.
- 2003년
  - 중증 급성 호흡기 질환(SARS)이 전 지구로 확산.
  - 2월 1일 - 스페이스 셔틀 컬럼비아호, 지구로 귀환하던 중 지면에 충돌해 폭발. 우주비행사 전원 사망.
  - 2월 14일 - 복제양 돌리, 사망.
  - 10월 15일 - 중국, 첫 유인우주선 선저우 5호 발사 성공.
- 2004년
  - 7월 1일 - 카시니-하위헌스 호, 토성 궤도에 도달.
- 2006년
  - 8월 24일 - 명왕성, 국제천문연맹에 의해 행성에서 왜행성으로 분류 변경. 동시에 소행성 세레스와 에리스도 왜행성으로 분류.
- 2008년
  - 4월 8일 - 대한민국, 국가 최초의 우주인을 배출. (한국 전체에서도 최초.)

### 전쟁·정치
- 2001년
  - 9월 11일 - 미국, 동시 다발 테러 사건 발생(9·11 테러).
  - 10월 7일 - 아프가니스탄 전쟁 개전.
- 2003년
  - 수단 서부에서 다르푸르 분쟁 발발.
  - 2월 25일 - 대한민국 제16대 노무현 대통령 취임.
  - 3월 19일 - 이라크 전쟁 발발.
- 2004년
  - 3월 11일 - 마드리드 열차 폭탄 테러 사건 발생.
- 2005년
  - 7월 7일 - 런던 연쇄 폭탄 테러 사건 발생.(7·7 테러)
- 2006년
  - 7월 11일 - 뭄바이 열차 폭탄 테러 사건 발생.
  - 10월 9일 - 조선민주주의인민공화국, 지하 핵 실험.
  - 12월 30일 - 후세인 전 이라크 대통령의 사형 집행.
- 2007년
  - 12월 19일 - 대한민국 제17대 대통령 선거.
- 2008년
  - 2월 25일 - 대한민국 제17대 이명박 대통령 취임.
  - 4월 9일 - 대한민국 18대 국회의원 선거.
  - 7월 - 러시아 - 조지아 전쟁 발발.
  - 8월 7일 - 2008년 남오세티야 전쟁 발발.
  - 8월 14일 - 2008년 남오세티야 전쟁 종전.
  - 11월 4일 - 미국 - 2008년 미국 대통령 선거.
- 2011년
  - 12월 15일 - 이라크 전쟁 종전.
- 2012년
  - 12월 19일 - 대한민국 제18대 대통령 선거.
- 2013년
  - 2월 25일 - 대한민국 제18대 박근혜 대통령 취임.
- 2017년
  - 5월 9일 - 대한민국 제19대 대통령 선거
  - 5월 10일 - 대한민국 제19대 문재인 대통령 취임.
- 2021년
  - 8월 30일 - 아프가니스탄 전쟁 종전.
- 2022년
  - 3월 9일 - 대한민국 제20대 대통령 선거
  - 5월 10일 - 대한민국 제20대 윤석열 대통령 취임.
  - 6월 1일 - 대한민국 제8회 전국동시지방선거

### 자연재해
- 2004년
  - 12월 26일: 인도네시아 수마트라 지진 (모멘트 규모 9.3)
- 2008년
  - 5월 12일: 쓰촨성 대지진 (리히터 규모 8.0)
- 2010년
  - 1월 12일: 아이티 지진
  - 2월 27일: 칠레 지진
- 2011년
  - 3월 11일: 동일본 대지진

### 문화·사회
- 2001년 - 인천국제공항 개항

### 스포츠
- 2002년
  - 제19회 솔트레이크시티 올림픽
  - 제17회 한·일 월드컵 개최.
  - 제14회 부산 아시안 게임
- 2004년
  - 제28회 아테네 올림픽.
- 2006년
  - 제20회 토리노 올림픽
  - 제18회 독일 월드컵
  - 제15회 도하 아시안 게임
- 2008년
  - 제29회 베이징 올림픽
- 2010년
  - 제21회 밴쿠버 올림픽
  - 제19회 남아프리카 공화국 월드컵
  - 제16회 광저우 아시안 게임
- 2012년
  - 제30회 런던 올림픽

- 2014년
  - 제22회 소치 올림픽
  - 제20회 브라질 월드컵
  - 제17회 인천 아시안 게임
- 2016년
  - 제31회 리우데자네이루 올림픽
- 2018년
  - 제23회 평창 올림픽
  - 제21회 러시아 월드컵
  - 제18회 자카르타-팔렘방 아시안 게임
- 2021년
  - 제32회 하계 올림픽. (일본 도쿄 개최)

코로나19로 인해 2021년으로 연기.

## 예정
- 2035년: 개기일식.
- 2038년: 1월 19일, 유닉스 시간 만료.
- 2045년: 광복 100주년.
- 2048년: 대한민국 남한 단독 정부수립 100주년.
- 2050년: 6·25 전쟁 100주기.
- 2061년: 핼리 혜성 접근.

- 2394년 - 서울에 묻어 놓았던 타임캡슐을 개봉할 예정이다.

## 천문 현상
- 239회의 월식이 일어날 것이다. (참고)
- 2108년 5월 12일 - 수성이 태양면을 통과.
- 2113년 8월 - 명왕성이 발견이래 처음으로 장축단에 도달
- 2117년 12월 11일 - 금성이 태양면을 통과.
- 2123년 9월 14일 - 금성이 목성을 엄폐.
- 2125년 12월 8일 - 금성이 태양면을 통과.
- 2126년 7월 29일 - 수성이 화성을 엄폐.
- 2134년 - 핼리 혜성이 태양에 다시 접근.
- 2135년 9월 22일- 소행성 베누 충돌 예상
- 2150년 6월 25일 - 7분 이상 지속되는 개기 일식.
- 2168년 7월 5일 - 7분 26초 간 지속되는 개기 일식.
- 2186년 7월 16일 - 7분 29초 간 지속되는 개기 일식.
- 2197년 9월 2일 - 금성이 스피카를 엄폐.

- 2223년 12월 2일 - 화성이 목성을 엄폐.
- 2243년 8월 12일  - 금성이 토성을 엄폐.
- 2247년 6월 11일 - 금성이 태양면을 통과.
- 2251년 3월 4일  - 금성이 천왕성을 엄폐.
- 2255년 6월 9일 - 금성이 태양면을 통과.

- 2307년 9월 11일  - 금성이 천왕성을 엄폐.
- 2327년 6월 4일  - 금성이 화성을 엄폐.
- 2335년 10월 8일  - 금성이 목성을 엄폐.
- 2351년 4월 7일  - 수성이 천왕성을 엄폐.
- 2360년 12월 13일 - 금성이 태양면을 통과.
- 2368년 12월 10일 - 금성이 태양면을 통과.
- 2391년 5월 11일 - 수성이 태양면을 통과.
- 2400년 11월 17일 - 금성이 안타레스를 엄폐.

- 2490년 6월 12일 - 금성이 태양면 위를 통과함.
- 2498년 6월 10일 - 금성이 태양면 위를 통과함.

- 2608년 5월 13일 - 수성이 부분 일면 통과를 한다. 지구 일부 지역에서만 관측이 가능하다.
- 2611년 12월 13일 - 금성이 부분 일면 통과를 한다. 지구 일부 지역에서만 관측이 가능하다.

- 3000년 - 세페우스자리 감마별이 천구의 북극으로 이동하기 시작한다. 지구의 세차 운동 때문에 이러한 현상이 나타나며, 5200년 경에는 이 별이 북극성이 될 예정이다.

## 같이 보기
- 미래사 연표
- 인류세
- 기술예측